# Château de Bosc (Gard)
 (27 juin 2019).
- Si vous ne connaissez pas le sujet, laissez ce bandeau (vous pouvez alors contacter les auteurs).
- Si vous supprimez le contenu mis en cause (vous pouvez préalablement contacter les auteurs),

argumentez précisément cette suppression dans la page de discussion
(un manque de référence n'est pas un argument ; une recherche réelle de référence doit avoir été effectuée, être formellement documentée).

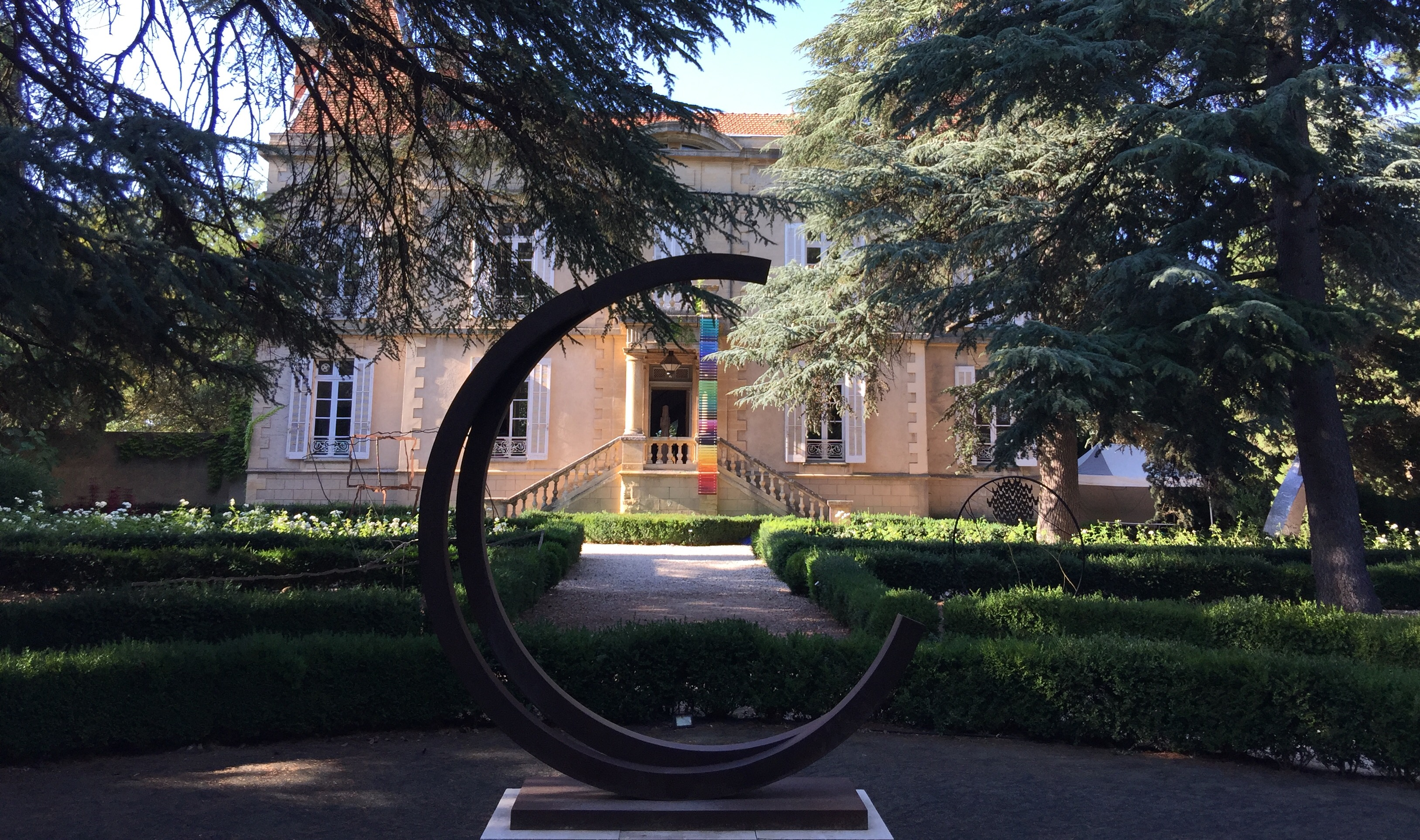
Château de Bosc à Domazan.

Le château de Bosc est une ancienne bâtisse du XIXe siècle, situé dans le Gard, commune de Domazan, entre Nîmes et Avignon.

## Site touristique
La particularité de ce domaine est la multiplicité des activités proposées : le musée du vélo et de la moto, les avions (Mirage 5 et Mig 17), le musée des enfants et le jeu de piste, le parc de sculptures contemporaines. Accessoirement, on[style à revoir] y produit un vin de garde sans sulfites,, élaboré par le viticulteur Guillaume Reynaud.

## Historique
En 1870, A. Capieu-Massip achète un terrain sur le plateau de la commune de Domazan et fait construire un château. Bien que le cadastre de 1818 ne fasse pas état de construction antérieure, les fondations d'une ancienne bâtisse ont été repérées.
La sobriété de l'intérieur du château contraste avec les constructions réalisées sous Napoléon III. À la suite du décès d'A. Capieu-Massip à la fin des travaux, la famille n'a pas pu terminer le décor intérieur du château.
D'une surface de 12 000 m2, le parc s'étend autour du château. Il abrite diverses espèces d'arbustes et d'arbres parmi lesquelles il est possible d'admirer des cèdres du Liban.
Durant la construction du château, la famille Capieu-Massip a dessiné et réalisé le jardin. Progressivement à l'abandon, la famille Reynaud, propriétaire des lieux, demande au paysagiste Patrice Gonfond de dessiner un jardin à la française en 2001.

## Draisienne: objet classé

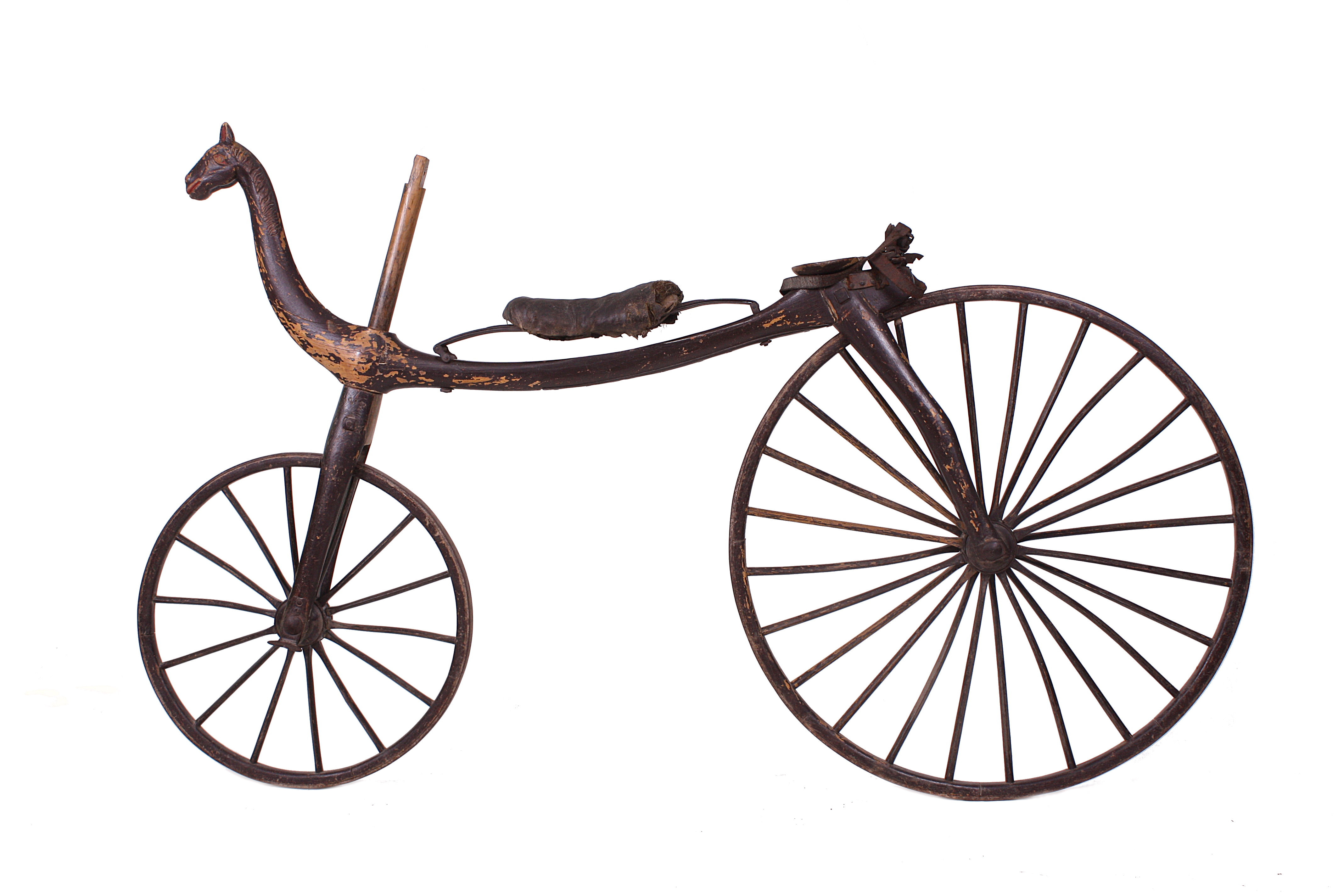
Draisienne zoomorphe, classée objet des Monuments historiques.

En plus d'abriter de nombreux vélos de collection, le château de Bosc expose une draisienne zoomorphe,, classée objet des Monuments historiques le 15 octobre 2010. Elle a été fabriquée par le compagnon charron Urbain Alexandre dans les années 1820-1825.

### Archives
- Archives communales de Domazan : Plan cadastral de 1872, carte de Cassini (XVIIIe siècle) et registre des délibérations du conseil municipal.
- Archives notariales Aramon.
- Archives privées de Mme Espérandieu, M. André Bosc, M. Paul Vieillard, A. Capieu-Massip, Mme et M. Paul Boyet, Mme et M. Claude Reynaud.
- Archives départementales du Gard et du Vaucluse.

### Ouvrages
- P. Ferraud, C. Reynaud, Domazan au fil du temps, éd. Mairie de Domazan, 2009.
- Claude Reynaud, Histoire de Domazan, éd. Mairie de Domazan, 1980.
- Émile Mathieu, Histoire de Domazan, éd. Mairie de Domazan, 1957.